# Черкащани (село)
Черкаща́ни — село в Україні, в Комишнянській селищній громаді Миргородського району Полтавської області. Населення становить 451 особа. Орган місцевого самоврядування -Комишнянська селищна рада

## Географія
Село Черкащани знаходиться на одному з витоків річки Озниця, на відстані 1 км від сіл Безводівка та Писарівка.

## Економіка
- «ЧЕРКАЩАНСЬКЕ», орендне ПП.

## Об'єкти соціальної сфери
- Школа.